# Mordor
Mordor je země ve fiktivním světě anglického spisovatele J. R. R. Tolkiena. Mordor čili Černá země se nachází na severovýchodě Středozemě. Tento pustý kraj je znám především jako panství Temného pána Saurona.
Země Mordor je nejvíce popsána v třetím díle Tolkienovy trilogie Pán prstenů – Návrat krále. Mordor je v ní popisován především při líčení putování hlavního hrdiny románu, Frodo Pytlíka. O historii Černé země ve druhém a třetím věku lze číst v Silmarillionu. Další zmínky o Mordoru jsou také v Tolkienově knize Nedokončené příběhy Númenoru a Středozemě.

## Pojmenování a symboly
Mordor v překladu znamenající Černá země (Mor - "Černý/Temný", Dor - "Země") byl v odkazu na Temného pána Saurona označován též jako Země stínu či Země Nepřítele. Sauronovým symbolem a zároveň znakem Mordoru bylo zlé rudé oko bez víčka na černém poli.

Sauronovo oko, originál od Tolkiena
Oko inspirované filmovou trilogií

## Geografie
Mordor byl nehostinnou zemí ze tří stran ohraničenou vysokými horami. Na severu ji pohoří Ered Lithui dělilo od Bitevní pláně Dagorlad a zbytku Rhovanionu. Pohoří Ephel Dúath tvořilo přirozenou západní a jižní hranici země. Na západ od Mordoru leželo sousední království Gondor a jižněji se rozprostíraly země Haradu. Nejpřístupnější byl Mordor z východu, kde sousedil s Rhûnem a Chandem.
V severovýchodní části Mordoru se tyčila ohnivá Hora osudu, kolem níž se rozprostírala nehostinná a pustá pláň Gorgoroth. Severně od Gorgorothu, na jednom z ostrohů Popelavých hor, ležela Sauronova Temná věž Barad-dûr. Jižní část Mordoru zabírala nížinná pláň Nurn rozkládající se okolo jezera Núrnen.
Do opevněného Mordoru vedly přes hraniční hory dva hlavní průchody. Významnější, vedoucí průsmykem Cirith Gorgor a dolinou Udûn na severozápadě země, kde se sbíhaly Popelavé hory a Hory stínu, bránila před proniknutím nepřítele Černá brána. Druhý průchod se nacházel přibližně uprostřed západní části Hor stínu a procházel skrz Morgulské údolí nedaleko věže Minas Morgul. Přes hory vedly i další průsmyky, nebyly však téměř využívány. V nejznámějším z nich, Cirith Ungolu, sídlila obří pavoučice Odula. Tímto průsmykem byl hobitem Frodo Pytlíkem na cestě k Hoře osudu pronesen Jeden prsten.

## Regiony

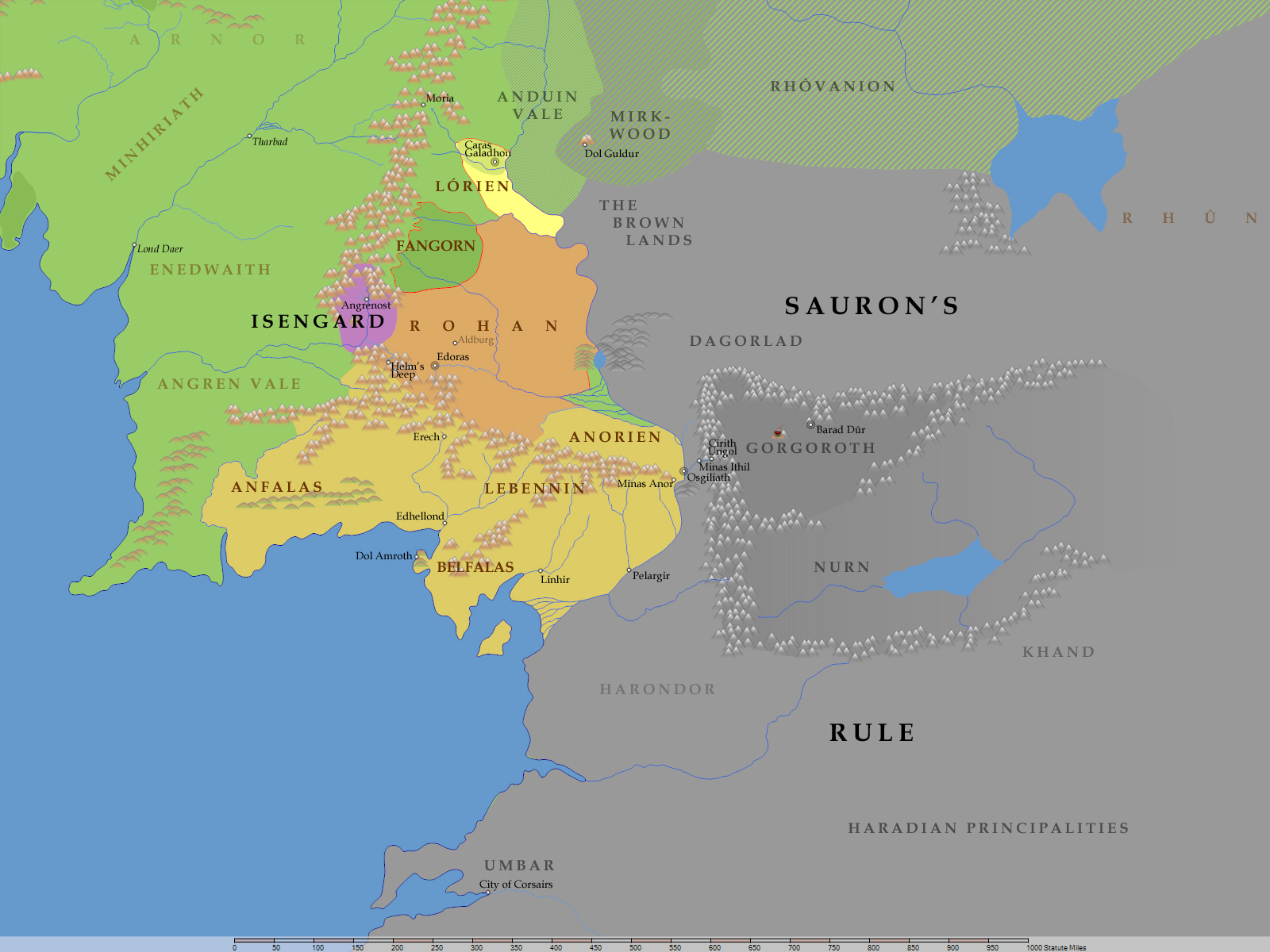
Území pod nadvládou Saurona (šedá) během Války o Prsten, samotný Mordor (tmavší odstín)

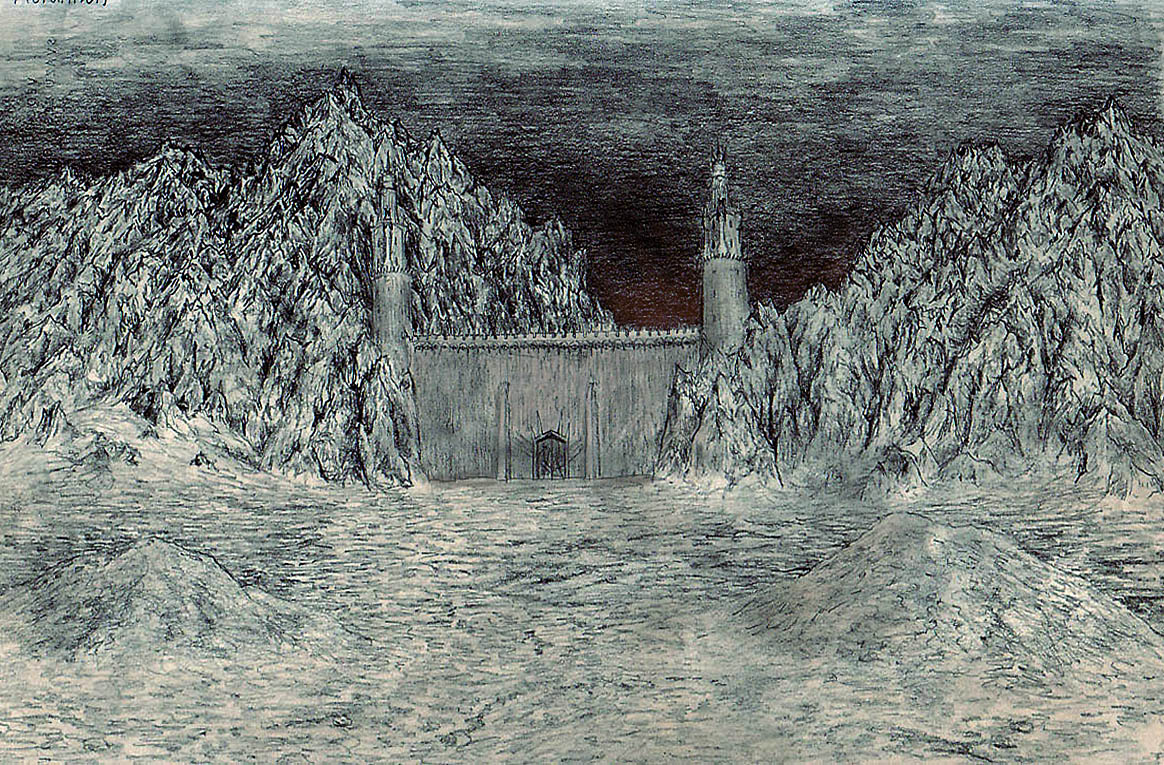
Černá brána – Morannon střežící vstup do Mordoru přes Cirith Gorgor

### Gorgoroth
Pláň Gorgoroth se rozprostírala v severozápadní části Mordoru. Uprostřed této sopečné pustiny sevřené horami Ephel Dúath a Ered Lithui se tyčila Hora osudu. Při cestě k Orodruině museli Gorgoroth překročit také hobiti Frodo a Sam.

### Nurn
Nurn byla oblast v jihovýchodní části Mordoru rozprostírající se okolo velkého jezera Núrnen. Nurn byl ze západu a jihu ohraničen pohořím Ephel Dúath. Na severu hraničil s pláněmi Gorgorothu, na západ od něj ležel Jižní Ithilien a jižněji se nacházel Blízký Harad a Chand. Tato země sloužila Temnému pánu jako potravinová základna pro jeho vojska. Po porážce Saurona udělil král Elessar oblast Nurnu zdejším osvobozeným otrokům.

### Udûn
Udûn čili „Peklo“ byla dolina v nejseverozápadnější části Mordoru. Udûnem sevřeným mezi Ered Lithui a Ephel Dúath se táhl Strašidelný průsmyk - severní průchod do Mordoru. Celý Udûn, pojmenovaný po první z Morgothových pevností, byl provrtán tunely a podzemními zbrojnicemi. Severní vstup do Udûnu zabezpečovala Černá brána Morannon. Na jihu pak průsmyk Cirith Gorgor uzavírala soutěska Carach Angren neboli Železná tlama. Zde byl navršen hliněný val a vykopán hluboký příkop překročitelný jen po jediném mostě. Před bitvou u Morannonu zde Temný pán shromáždil většinu svých vojsk.

## Přírodní objekty

### Cirith Gorgor
Cirith Gorgor čili „Strašidelný průsmyk“ byl jednou z cest vedoucích do Sauronovy opevněné země Mordor. Nacházel se mezi svahy pohoří Ephel Dúath a Ered Lithui. Na severozápadě od Cirith Gorgoru se rozkládala Bitevní pláň Dagorlad a Mrtvé močály, dál na jihovýchodě pak ležel Udûn. Po Sauronově svržení zbudovali muži z Gondoru ve vstupu do Strašidelného průsmyku mocné věže, které měly bránit jeho návratu. Po zeslábnutí Jižního království a zchátrání opevnění se však Temný pán přesto vrátil do Mordoru a pevnost v Cirith Gorgoru nechal opravit. Tato nedobytná brána, u níž se na konci třetího věku odehrála velká bitva, byla známa jako Morannon.

### Cirith Ungol
Cirith Ungol tedy „Pavoučí průsmyk“ překračoval hřebeny Ephel Dúath nedaleko Morgulského údolí. Své jméno dostal tento průsmyk po potomcích dávné pavoučice Ungoliant. Její strašlivé potomstvo toto místo obývalo od nepaměti. Nejznámější a poslední z Ungoliantiných potomků byla Odula, s kterou se na své cestě přes Cirith Ungol utkali i hobiti Frodo Pytlík a Samvěd Křepelka, které sem zákeřně přivedl jejich průvodce Glum.
Na východní straně průsmyku stávala od počátku třetího věku silná věž vystavěná Gondorskými na obranu proti Sauronově návratu. Podobně jako další z Dúnadanských pevností v hraničních horách byla opuštěna a záhy obsazena služebníky Temného pána. Skřeti z věže v Cirith Ungolu v čele se svým kapitánem Šagratem objevili nedaleko pavoučího tunelu paralyzovaného Froda, kterého odnesli do své věže. Zde došlo kvůli hobitovým cennostem ke krvavému souboji se skřety z Minas Morgul a Samovi se díky tomu podařilo svého pána osvobodit.

### Morgai
Morgai neboli „Černý plot“ byl vnitřní hřeben, ležící východně od Ephel Dúath. Táhl se rovnoběžně s mnohem vyššími Horami stínu a mezi nimi zelo hluboké koryto. Pohoří Morgai sloužilo jako druhý či vnitřní obranný kruh Mordoru. Při své cestě k Hoře osudu se podél štítu Morgai přesouvali hobiti Frodo Pytlík a Samvěd Křepelka.

### Morgulské údolí
Morgulské údolí známé jako Imlad Morgul bylo jedním z hlavních průchodů do Mordoru. Ze západu na východ protínalo hřebeny Ephel Dúath a spojovalo zemi Mordor se západněji položeným Ithilienem. Morgulským údolím protékala řeka Morgulduina a na jeho západním okraji se nacházela čarodějnická pevnost Minas Morgul, kolem níž prakticky nebylo možné do Mordoru proklouznout.

### Núrnen
Jezero Núrnen, v překladu znamenající „Smutná voda“, bylo vnitrozemské moře nacházejícím se uprostřed jižní části Mordoru, v oblasti známé jako Nurn. V okolí Núrnenu pracovali Sauronovi otroci produkující potraviny pro jeho obrovská vojska. Po porážce Saurona udělil král Elessar oblasti okolo Núrnenu osvobozeným Sauronovým otrokům.

## Dějiny

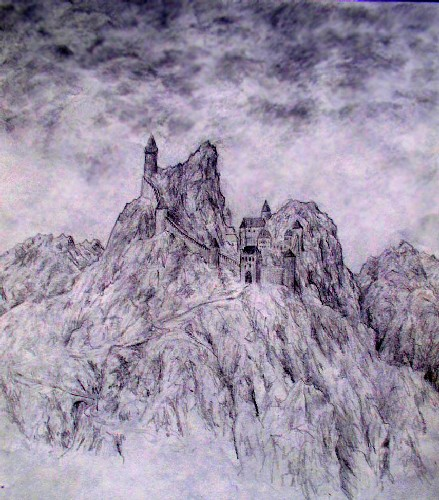
Hrad Durthang vybudovaný Dúnadany na obranu Černé země

V Mordoru se na konci prvního tisíciletí druhého věku opevnil nejvyšší z Morgothových pobočníků, Sauron. Učinil tak nepochybně pro přírodní charakter této země, která byla obklopená horami a v budoucnu tak sloužila jako velká pevnost a zároveň skrývala Sauronovy plány. Po vykování Prstenů moci a dokončení věže Barad-dûr, začal nový Temný pán obsazovat okolní země osídlené lidmi a z Mordoru zahájil válku s elfy. Mordorská vojska však byla poražena díky vojenské pomoci Númenorejců a Sauron se raději nechal lstivě zajmout a odvést na Númenor. Zde zkazil srdce většiny tamních obyvatel a přispěl ke zničení celého ostrova. Poté se opět vrátil do Mordoru a rozpoutal válku s přeživšími Dúnadany, kteří v jeho nepřítomnosti založili ve Středozemi království Arnor a Gondor.
V roce 3434 druhého věku dojednali králové elfů a lidí Gil-galad a Elendil Poslední spojenectví. Spojené armády porazily Sauronova mordorská vojska, zbořily Černou bránu, pronikly do Mordoru a oblehly Barad-dûr. Sauron byl tehdy dík Elendilovu synovi Isildurovi poražen, uprchl a také všichni jeho přeživší služebníci z Mordoru unikli. Počátkem třetího věku, který následoval po Sauronově porážce, byl Mordor neobývaný a na jeho hranicích hlídali Gondorští. Ti v hraničních horách zbudovali mnoho pohraničních pevností jako byla věž v Cirith Ungolu či hrad Durthang, které měly zabránit Sauronovi v návratu. Po velkém moru však pohraniční pevnosti zpustly a byly opuštěny, načež je obsadili vracející se skřeti. Sám Sauron svůj návrat dlouho připravoval a nakonec se jeho duch s pomocí nazgûlů do Mordoru roku 2942 třetího věku skutečně vrátil. Následovala válka o Prsten, v níž se Temný pán pokusil obsadit svobodné národy Středozemě a během níž jeho služebníci pátrali po Vládnoucím prstenu. Jeho zkázu způsobilo zničení Jednoho prstenu v Hoře osudu. Sauronův duch, podobně jako všechny zlé bytosti jež svou vůlí ovládal, byl z Mordoru nadobro vyhnán. V království Gondor usednul na trůn král Elessar, který osvobodil otroky Temného pána pracující v Nurnu na zásobování jeho armád a planina Nurn jim byla odevzdána do užívání pod svrchovaností Gondorského království.

## Obyvatelstvo
Severozápadní oblast Mordoru byla nehostinná pustina obydlená jen velmi řídce. Před příchodem Saurona ani po jeho pádu tyto oblasti lidé neobývali a Gondorští se spokojili pouze s opevněním hraničních pohoří, kde vybudovali množství hradů. Na konci třetího věku se vojska Temného pána shromažďovaná k válce o Prsten nacházela především v pevnostech Barad-dûr, Minas Morgul, v Udunu či na západě pláně Gorgoroth. Většinu Mordoru obývali skřeti, avšak žili zde též lidé dobrovolně či nedobrovolně sloužící Sauronovi. Množství Sauronových otroků živících jeho armády se nacházelo v okolí jezera Núrnen. Z plání Gorgorothu pocházeli velcí horští obři s rohovinovatou kůží a černou krví. Jejich náčelníka se podařilo usmrtit hobitu Pipinovi v bitvě před Černou bránou.
Jazykem Sauronových služebníků byla Černá řeč, avšak mnozí z nich se při komunikaci uchylovali k užívání Obecné řeči.

## Adaptace

Štít s okem Saurona

V Jacksonově filmové trilogii byl Mordor podobně jako ostatní místa Středozemě natáčen na Novém Zélandu. Jako předloha pro Horu Osudu posloužila sopka Ngauruhoe a pozadí úvodní bitvy, pláně Gorgorothu či další mordorské scény byly točeny na svazích vulkánu Ruapehu.
Na námět Tolkienovy předlohy je dostupná počítačová RPG hra Middle-earth: Shadow of Mordor.
Po černé zemi je pojmenovaná i tmavá oblast v okolí severního pólu měsíce Charona.